# Hôtel de L'Hospital
L'hôtel de L'Hospital (également connu comme hôtel de Pomponne puis hôtel de Massiac) est un ancien hôtel particulier qui était situé sur la place des Victoires à Paris. Il doit son nom au marquis de Massiac (1686-1770), vice-amiral de la flotte du Levant et brièvement secrétaire d'État à la Marine en 1758. 

## Localisation
L'ancien hôtel de l'Hospital était situé dans le 2e arrondissement de Paris, au 9 place des Victoires. Il se trouvait sur le côté nord-est de la place, entre les rues d'Aboukir et Pagevin (disparue lors du percement de la rue Étienne-Marcel).

## Historique
L’hôtel est construit vers 1635 pour un secrétaire du roi, Marc-Antoine Acéré. Il est ensuite acheté par François de L’Hospital, comte Du Hallier. Ce dernier meurt en 1660 et laisse une veuve et des dettes.
Or, Simon Arnauld de Pomponne, nommé secrétaire d'État des Affaires étrangères en septembre 1671, cherche à acquérir un hôtel en rapport avec son nouveau statut. Il rachète donc l'hôtel de L'Hospital par adjudication des requêtes du Palais à l'été 1673, pour 110 150 livres.
Il y fait alors faire des travaux sous la surveillance et sur les plans de Jules Hardouin-Mansart.
Les alentours de l'hôtel sont bouleversés en 1685. Ce dernier cesse d'être à l'angle de la rue des Fossés-Montmartre et de la rue du Petit-Reposoir pour se trouver pris dans la nouvelle composition de la place des Victoires : Hardouin-Mansart dessine alors une place en forme d'oméga (Ω) afin de conserver et de mettre en valeur l'hôtel de Pomponne.
C'est ensuite le ministre de la Marine Claude-Louis d'Espinchal, marquis de Massiac, qui possède cet hôtel particulier, avant de le transmettre en héritage en 1770 à son petit-neveu Louis-Claude-René de Mordant (1746-1806). Le 20 août 1789, l'hôtel du nouveau marquis devient le siège du Club Massiac, qui regroupe les représentants des riches colons esclavagistes pendant la Révolution française. Ils réussissent notamment à empêcher l'application de la loi de la Déclaration des droits de l'homme dans les colonies françaises afin d'y maintenir l'esclavage.

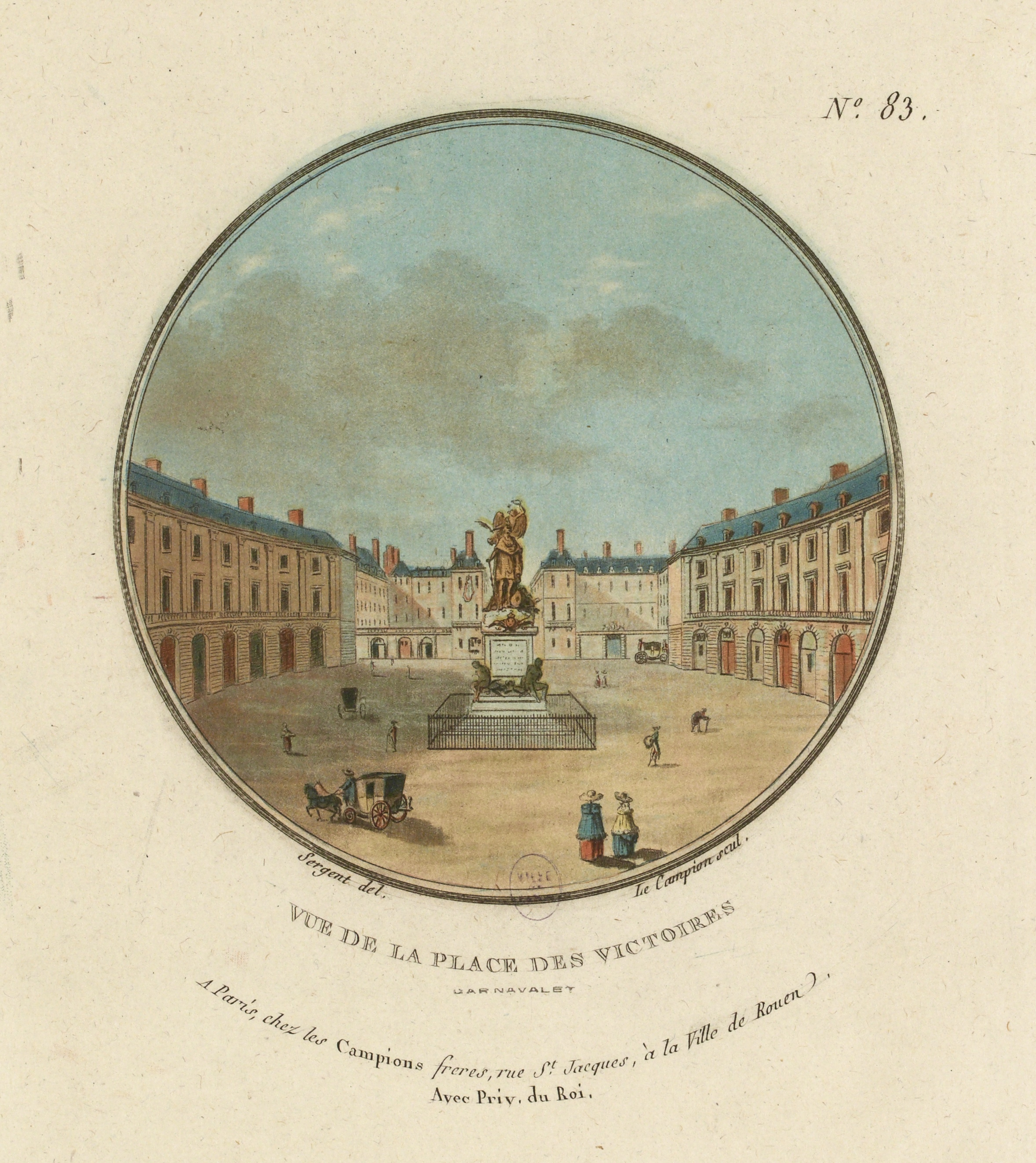
L'hôtel de Massiac (à l'arrière-plan à droite) vers 1789.

L'hôtel, très réaménagé au cours du XVIIIe siècle, sert de locaux à diverses entreprises, notamment la Caisse des comptes courants, entre 1796 et 1800. Il devient ensuite le premier siège de la Banque de France, quand celle-ci fusionne avec la Caisse des comptes courants.
avant d'être rasé en 1883 à l'occasion du percement de la rue Étienne-Marcel et remplacé par un immeuble haussmannien dû à Henri Blondel (1821-1897), élevé de 1884 à 1886. Le nouvel édifice fait l’objet d’une inscription au titre des monuments historiques depuis le 15 mars 1928.

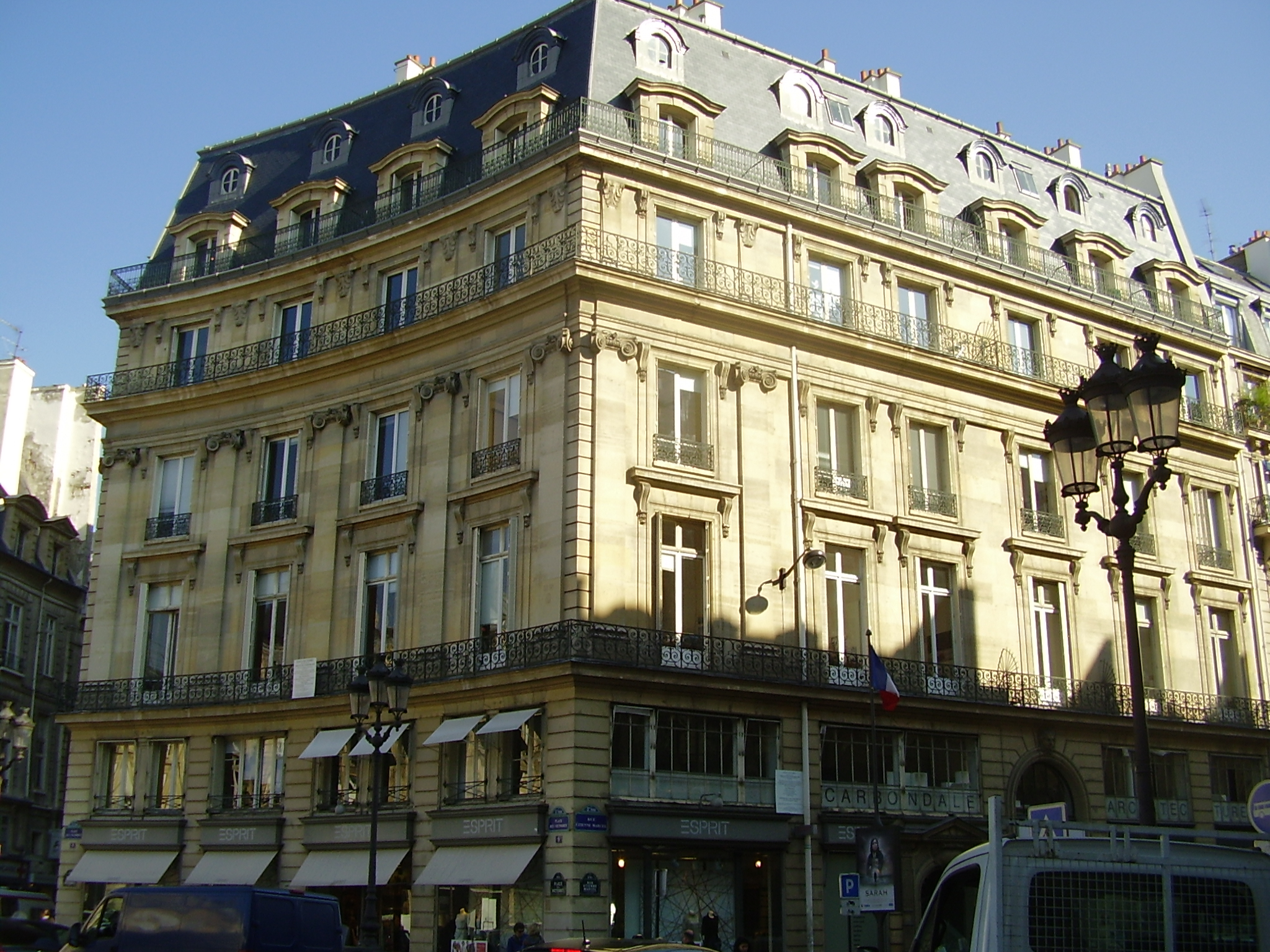
L'immeuble haussmannien qui a remplacé l'hôtel de Massiac en 1884-1886, après le prolongement de la rue Étienne-Marcel jusqu'à la place des Victoires.

## Terriers, propriétés
- Terrain au no  12 de la rue du Renard à Paris, vendu en 1900.